# Jiří Brunšvicko-Lüneburský
Jiří Brunšvicko-Lüneburský (17. února 1582, Celle – 12. dubna 1641, Hildesheim) vládl od roku 1635 jako calenberský kníže.

## Život
Jiří se narodil jako šestý syn vévody Viléma Brunšvicko-Lüneburského a jeho manželky Doroty Dánské, která byla dcerou krále Kristiána III. a Doroty Sasko-Lauenburské. Jiřího matka za něj v prvních letech vlády vládla jako regentka a udržovala moc před radními, kteří špatně hospodařili na statcích během záchvatů šílenství Jiřího otce.
V roce 1635 došlo po smrti Fridricha Ulricha Brunšvicko-Lüneburského k opětovnému rozdělení území Welfů a Jiří obdržel knížectví Calenberg, které od roku 1495 zahrnovalo knížectví Göttingen, zatímco jeho starší bratr Augustus dostal knížectví Lüneburg. Jiří byl prvním vévodou, který se přestěhoval do Hannoveru, kde v roce 1636 postavil na řece Leine nové sídlo, palác Leineschloss.
Jiří zemřel 12. dubna 1641 ve věku 59 let a jeho nástupcem se stal jeho nejstarší syn Kristián Ludvík.

## Manželství a potomci
V roce 1617 se pětatřicetiletý Jiří oženil s o devatenáct let mladší Annou Eleonorou Hesensko-Darmstadtskou, dcerou Ludvíka V. Hesensko-Darmstadtského a Magdaleny Braniborské. Spolu měli manželé několik dětí:
- Kristián Ludvík Brunšvicko-Lüneburský (25. února 1622 – 15. března 1665), vévoda brunšvicko-lüneburský, kníže calenberský a lüneburský, ⚭ 1653 Žofie Dorotea Šlesvicko-Holštýnsko-Sonderbursko-Glücksburská (28. září 1636 – 6. srpna 1689)
- Jiří Vilém Brunšvicko-Lüneburský (26. ledna 1624 – 28. srpna 1705), vévoda brunšvicko-lüneburský a sasko-lauenburský, calenberský kníže, ⚭ 1665 Éléonore Desmier d'Olbreuse (3. ledna 1639 – 5. února 1722)
- Jan Fridrich Brunšvicko-Lüneburský (25. dubna 1625 – 18. prosince 1679), vévoda brunšvicko-lüneburský, calenberský kníže, ⚭ 1668 Benedikta Jindřiška Falcko-Simmernská (14. března 1652 – 12. srpna 1730)
- Žofie Amálie Brunšvická (24. března 1628 – 20. února 1685), ⚭ 1643 Frederik III. Dánský (18. března 1609 – 9. února 1670), král dánský a norský od roku 1648 až do své smrti
- Arnošt August Brunšvicko-Lüneburský (20. listopadu 1629 – 23. ledna 1698), vévoda brunšvicko-lüneburský, calenberský kníže, první hannoverský kurfiřt, kníže-biskup v Osnabrücku, ⚭ 1658 Žofie Hannoverská (14. října 1630 – 8. června 1714)

## Vývod z předků
|                            |                                     |  |                    |                                        |  |  |  |  |  |  |  | Ota V. Brunšvicko-Lüneburský |
|                            |                                     |  |                    |                                        |  |  |  |  |  |  |  |                              |
|                            | Jindřich Brunšvicko-Lüneburský      |  |                    |                                        |  |  |  |  |  |  |  |                              |
|                            |                                     |  |                    |                                        |  |  |  |  |  |  |  |                              |
|                            |                                     |  |                    | Anna Nasavsko-Dillenburská             |  |  |  |  |  |  |  |                              |
|                            |                                     |  |                    |                                        |  |  |  |  |  |  |  |                              |
|                            | Arnošt I. Brunšvicko-Lüneburský     |  |                    |                                        |  |  |  |  |  |  |  |                              |
|                            |                                     |  |                    |                                        |  |  |  |  |  |  |  |                              |
|                            |                                     |  |                    | Arnošt Saský                           |  |  |  |  |  |  |  |                              |
|                            |                                     |  |                    |                                        |  |  |  |  |  |  |  |                              |
|                            | Markéta Saská                       |  |                    |                                        |  |  |  |  |  |  |  |                              |
|                            |                                     |  |                    |                                        |  |  |  |  |  |  |  |                              |
|                            |                                     |  |                    | Alžběta Bavorská                       |  |  |  |  |  |  |  |                              |
|                            |                                     |  |                    |                                        |  |  |  |  |  |  |  |                              |
|                            | Vilém Brunšvicko-Lüneburský         |  |                    |                                        |  |  |  |  |  |  |  |                              |
|                            |                                     |  |                    |                                        |  |  |  |  |  |  |  |                              |
|                            |                                     |  |                    | Magnus II. Meklenburský                |  |  |  |  |  |  |  |                              |
|                            |                                     |  |                    |                                        |  |  |  |  |  |  |  |                              |
|                            | Jindřich V. Meklenburský            |  |                    |                                        |  |  |  |  |  |  |  |                              |
|                            |                                     |  |                    |                                        |  |  |  |  |  |  |  |                              |
|                            |                                     |  |                    | Žofie Pomořanská                       |  |  |  |  |  |  |  |                              |
|                            |                                     |  |                    |                                        |  |  |  |  |  |  |  |                              |
|                            | Žofie Meklenbursko-Schwerinská      |  |                    |                                        |  |  |  |  |  |  |  |                              |
|                            |                                     |  |                    |                                        |  |  |  |  |  |  |  |                              |
|                            |                                     |  |                    | Jan Cicero Braniborský                 |  |  |  |  |  |  |  |                              |
|                            |                                     |  |                    |                                        |  |  |  |  |  |  |  |                              |
|                            | Uršula Braniborská                  |  |                    |                                        |  |  |  |  |  |  |  |                              |
|                            |                                     |  |                    |                                        |  |  |  |  |  |  |  |                              |
|                            |                                     |  |                    | Markéta Saská                          |  |  |  |  |  |  |  |                              |
|                            |                                     |  |                    |                                        |  |  |  |  |  |  |  |                              |
| Jiří Brunšvicko-Lüneburský |                                     |  |                    |                                        |  |  |  |  |  |  |  |                              |
|                            |                                     |  |                    |                                        |  |  |  |  |  |  |  |                              |
|                            |                                     |  | Kristián I. Dánský |                                        |  |  |  |  |  |  |  |                              |
|                            |                                     |  |                    |                                        |  |  |  |  |  |  |  |                              |
|                            | Frederik I. Dánský                  |  |                    |                                        |  |  |  |  |  |  |  |                              |
|                            |                                     |  |                    |                                        |  |  |  |  |  |  |  |                              |
|                            |                                     |  |                    | Dorotea Braniborská                    |  |  |  |  |  |  |  |                              |
|                            |                                     |  |                    |                                        |  |  |  |  |  |  |  |                              |
|                            | Kristián III. Dánský                |  |                    |                                        |  |  |  |  |  |  |  |                              |
|                            |                                     |  |                    |                                        |  |  |  |  |  |  |  |                              |
|                            |                                     |  |                    | Jan Cicero Braniborský                 |  |  |  |  |  |  |  |                              |
|                            |                                     |  |                    |                                        |  |  |  |  |  |  |  |                              |
|                            | Anna Braniborská                    |  |                    |                                        |  |  |  |  |  |  |  |                              |
|                            |                                     |  |                    |                                        |  |  |  |  |  |  |  |                              |
|                            |                                     |  |                    | Markéta Saská                          |  |  |  |  |  |  |  |                              |
|                            |                                     |  |                    |                                        |  |  |  |  |  |  |  |                              |
|                            | Dorothea Dánská                     |  |                    |                                        |  |  |  |  |  |  |  |                              |
|                            |                                     |  |                    |                                        |  |  |  |  |  |  |  |                              |
|                            |                                     |  |                    | Jan V. Sasko-Lauenburský               |  |  |  |  |  |  |  |                              |
|                            |                                     |  |                    |                                        |  |  |  |  |  |  |  |                              |
|                            | Magnus I. Sasko-Lauenburský         |  |                    |                                        |  |  |  |  |  |  |  |                              |
|                            |                                     |  |                    |                                        |  |  |  |  |  |  |  |                              |
|                            |                                     |  |                    | Dorotea Braniborská                    |  |  |  |  |  |  |  |                              |
|                            |                                     |  |                    |                                        |  |  |  |  |  |  |  |                              |
|                            | Dorotea Sasko-Lauenburská           |  |                    |                                        |  |  |  |  |  |  |  |                              |
|                            |                                     |  |                    |                                        |  |  |  |  |  |  |  |                              |
|                            |                                     |  |                    | Jindřich I. Brunšvicko-Wolfenbüttelský |  |  |  |  |  |  |  |                              |
|                            |                                     |  |                    |                                        |  |  |  |  |  |  |  |                              |
|                            | Kateřina Brunšvicko-Wolfenbüttelská |  |                    |                                        |  |  |  |  |  |  |  |                              |
|                            |                                     |  |                    |                                        |  |  |  |  |  |  |  |                              |
|                            |                                     |  |                    | Kateřina Pomořanská                    |  |  |  |  |  |  |  |                              |
|                            |                                     |  |                    |                                        |  |  |  |  |  |  |  |                              |